# Stanislas de Laboulaye
Pour les articles homonymes, voir Laboulaye.
Pour les autres membres de la famille, voir Famille Lefebvre de Laboulaye.
Stanislas Lefebvre de Laboulaye, né le 12 décembre 1946 à Beyrouth, est un diplomate français. 

## Biographie
Fils de François Lefebvre de Laboulaye, ambassadeur de France au Brésil  (1968-1972), au Japon (1972-1975), et aux États-Unis (1977-1981), et petit-fils d'André Lefebvre de Laboulaye, ambassadeur de France aux États-Unis de 1933 à 1937, Stanislas François Jean Lefebvre de Laboulaye fait partie d'une ancienne famille qui a donné trois autres diplomates à la France avec des liens très forts avec les États-Unis. Son bisaïeul Édouard Lefebvre de Laboulaye est le sénateur qui a organisé la souscription pour la statue de la liberté. Il est le gendre de Dominique de La Martinière.
Après des études secondaires à Paris (collège Stanislas, puis lycée Henri-IV), il suit des études de lettres à la Faculté des lettres de Paris et à l'université de Vincennes (licence de lettres modernes en 1968, maîtrise en anglo-américain en 1969 et agrégation de lettres modernes en 1970). Il débute alors dans l'enseignement dans un lycée de Tunisie puis comme assistant à l'université de Manchester au Royaume-Uni.
Après un passage par l'ENA au sein de la promotion Voltaire (1978-1980) de laquelle il sort classé 16e (voie administration générale), il commence une carrière dans la diplomatie au ministère des Affaires étrangères et dans différents ambassades et consulats.
Il obtient son premier poste d'ambassadeur à Madagascar en 2000. Il va ensuite occuper de 2002 à 2006, nommé par Dominique de Villepin, condisciple à l'ENA, un poste clé du ministère des Affaires étrangères comme directeur général des affaires politiques et de sécurité. Philippe Douste-Blazy le remplace par Gérard Araud.
Il est alors nommé ambassadeur à Moscou en 2006. De 2008 à 2012, il est ambassadeur près le Saint-Siège, à Rome.
Ministre plénipotentiaire hors classe, il est nommé conseiller diplomatique du gouvernement français le 15 février 2012.
En 2013, ayant pris sa retraite de la diplomatie, il a été embauché par Strike Global Services, une société privée dans l'assistance à la souveraineté des États.
À l'occasion de l'élection présidentielle de 2017, il fait partie des 60 diplomates qui apportent leur soutien à Emmanuel Macron.
En avril 2019, il est nommé ambassadeur chargé de la collecte de fonds pour la reconstruction de Notre-Dame, brûlée quelques jours plus tôt, le lundi 15 avril.

### Fonctions occupées
- 1970-1972 : Enseignant au Lycée de Garçons de Sfax (Tunisie).
- 1972-1976 : Assistant à l’Université de Manchester (Royaume-Uni).
- 1976-1977 : Cycle préparatoire de l’ENA.
- 1978-1980 : École nationale d'administration promotion « Voltaire ».
- 1980 : Secrétaire des Affaires étrangères.
- 1980-1981 : Direction Asie.
- 1981-1984 : Direction économique, service de coopération économique : questions budgétaires et institutionnelles européennes.
- 1984-1987 : Premier secrétaire, puis deuxième conseiller à la Représentation permanente auprès des Communautés européennes : questions institutionnelles, d’environnement et de recherches (Bruxelles).
- 1987-1991 : Deuxième conseiller à l’Ambassade de France à Madrid.
- 1991-1995 : Directeur de la communication, puis de l’action audiovisuelle extérieure à la Direction générale des relations culturelles, scientifiques et techniques du ministère des Affaires étrangères.
- 1996-1999 : Consul général à Jérusalem.
- 2000-2002 : Ambassadeur de France à Madagascar.
- 2002-2006 : Secrétaire général adjoint, directeur général des Affaires politiques et de sécurité.
- 2006-2008 : Ambassadeur de France en Russie.
- 2008-2012 : Ambassadeur de France près le Saint-Siège.
- 2012 : conseiller diplomatique du gouvernement français[11]

## Décorations
- Officier de la Légion d'honneur (2008[12])
- Commandeur de l'ordre national du Mérite Il est promu commandeur par décret du 14 novembre 2011[13]. Il était officier du 11 août 2003.
- Officier de l'ordre des Arts et des Lettres (2024)[14]
- Chevalier grand-croix de l'ordre de Pie IX (le 19 avril 2011)[15].
- Ordre de l'Amitié (Russie)
- Commandeur de l'ordre national malgache